# Minnesota Vikings 1963
La stagione NFL 1963 fu la 3ª per i Minnesota Vikings nella Lega. Tale stagione segnò un piccolo passo avanti rispetto alla stagione precedente in quanto i Vikings ottennero per la prima volta più di 3 vittorie (5 per la precisione), anche se il record fu comunque negativo e per il terzo anno consecutivo mancarono l'accesso ai playoffs. La difesa continuava ad essere l'anello debole della catena (seconda peggiore della Division con un solo punto in meno subito rispetto alla peggiore, quella dei 49ers), nonostante, ad esempio, prestazioni come quelle del rookie defensive tackle Don Hultz che recuperò 9 fumble, 6 dei quali permisero ai Vikings di andare a touchdown. Questa rilevante prestazione permette ancora oggi a Hultz di detenere, con 9 fumble recuperati in una stagione, il relativo record NFL. Da segnalare poi, per la prima volta nella storia dei Vikings, l'inserimento di un proprio giocatore (il running back Tommy Mason, 1ª scelta assoluta al Draft 1961) tra gli All-Pro.

## Scelte nel Draft 1963
| Draft NFL 1963   |                  |                  |                                     |                                     |                                     |                                     |
| Ordine del Draft | Ordine del Draft | Ordine del Draft | Giocatore                           | Ruolo                               | College                             |                                     |
| Giro             | Scelta           | Generale         | Giocatore                           | Ruolo                               | College                             |                                     |
| 1                | 3                | 3                | Jim Dunaway                         | Defensive tackle                    | Mississippi                         |                                     |
| 2                | 2                | 16               | Bobby Bell                          | Defensive tackle                    | Minnesota                           |                                     |
| 3                | 3                | 31               | Ray Poage                           | Running back                        | Texas                               |                                     |
| 4                | 2                | 44               | Paul Flatley                        | Wide Receiver                       | Northwestern                        |                                     |
| 5                | 3                | 59               | Gary Kaltenbach                     | Offensive tackle                    | Pittsburgh                          |                                     |
| 6                | 2                | 72               | Scambiata con i Cleveland Browns[a] | Scambiata con i Cleveland Browns[a] | Scambiata con i Cleveland Browns[a] | Scambiata con i Cleveland Browns[a] |
| 7                | 3                | 87               | Scambiata con i New York Giants[b]  | Scambiata con i New York Giants[b]  | Scambiata con i New York Giants[b]  | Scambiata con i New York Giants[b]  |
| 8                | 2                | 100              | Jim O'Mahoney                       | Linebacker                          | Miami (Florida)                     |                                     |
| 9                | 3                | 115              | Bob Hoover                          | Running back                        | Florida                             |                                     |
| 10               | 2                | 128              | Terry Kosens                        | Running back                        | Hofstra                             |                                     |
| 11               | 3                | 143              | John Campbell                       | Linebacker                          | Minnesota                           |                                     |
| 12               | 2                | 156              | John Sklopan                        | Running back                        | Southern Mississippi                |                                     |
| 13               | 3                | 171              | Dave O'Brien                        | Offensive tackle                    | Boston College                      |                                     |
| 14               | 2                | 184              | Ralph Ferrisi                       | Running back                        | Southern Connecticut State          |                                     |
| 15               | 3                | 199              | John Murio                          | Tight end                           | Whitworth                           |                                     |
| 16               | 2                | 212              | Rex Mirich                          | Offensive tackle                    | Northern Arizona                    |                                     |
| 17               | 3                | 227              | Tom Munsey                          | Running back                        | Concord                             |                                     |
| 18               | 2                | 240              | Tom McIntyre                        | Offensive tackle                    | St. John's (Minnesota)              |                                     |
| 19               | 3                | 255              | Frank Horvath                       | Running back                        | Youngstown State                    |                                     |
| 20               | 2                | 268              | Mailon Kent                         | Running back                        | Auburn                              |                                     |

Note:
- [a] I Vikings scambiarono la loro scelta nel 6º giro (72a assoluta) con i Browns in cambio dei CB Tom Franckhauser, OT Errol Linden, TE Charley Ferguson, and PK Fred Cox.
- [b] I Vikings scambiarono la loro scelta nel 7º giro (87a assoluta) con i Giants in cambio del DE/LB Jim Leo.

## Partite

### Stagione regolare
| Calendario |              |                       |           |                               |            |        |
| Settimana  | Data         | Avversario            | Risultato | Stadio                        | Spettatori | Record |
| 1          | 15 settembre | @ San Francisco 49ers | V 24-20   | Kezar Stadium                 | 30.781     | 1-0    |
| 2          | 22 settembre | Chicago Bears         | P 28-7    | Metropolitan Stadium          | 33.923     | 1-1    |
| 3          | 29 settembre | San Francisco 49ers   | V 45-14   | Metropolitan Stadium          | 28.567     | 2-1    |
| 4          | 6 ottobre    | St. Louis Cardinals   | P 56-14   | Metropolitan Stadium          | 30.220     | 2-2    |
| 5          | 13 ottobre   | Green Bay Packers     | P 37-28   | Metropolitan Stadium          | 42.567     | 2-3    |
| 6          | 20 ottobre   | @ Los Angeles Rams    | P 27-24   | Los Angeles Memorial Coliseum | 30.555     | 2-4    |
| 7          | 27 ottobre   | @ Detroit Lions       | P 28-10   | Tiger Stadium                 | 44.509     | 2-5    |
| 8          | 3 novembre   | Los Angeles Rams      | V 21-13   | Metropolitan Stadium          | 33.567     | 3-5    |
| 9          | 10 novembre  | @ Green Bay Packers   | P 28-7    | City Stadium                  | 42.327     | 3-6    |
| 10         | 17 novembre  | Baltimore Colts       | P 37-34   | Metropolitan Stadium          | 33.136     | 3-7    |
| 11         | 24 novembre  | Detroit Lions         | V 34-31   | Metropolitan Stadium          | 28.763     | 4-7    |
| 12         | 1º dicembre  | @ Chicago Bears       | N 17-17   | Wrigley Field                 | 47,249     | 4-7-1  |
| 13         | 8 dicembre   | @ Baltimore Colts     | P 41-10   | Memorial Stadium              | 54.122     | 4-8-1  |
| 14         | 15 dicembre  | @ Philadelphia Eagles | V 34-13   | Franklin Field                | 57.403     | 5-8-1  |

| Classifica finale della NFL Western Division 1963                                                                        | Classifica finale della NFL Western Division 1963 | Classifica finale della NFL Western Division 1963 | Classifica finale della NFL Western Division 1963 | Classifica finale della NFL Western Division 1963 | Classifica finale della NFL Western Division 1963 | Classifica finale della NFL Western Division 1963 | Classifica finale della NFL Western Division 1963 |
| | V                                                 | P                                                 | N                                                 | PCT                                               | PR                                                | PS                                                | STK                                               |
| --- | ------------------------------------------------- | ------------------------------------------------- | ------------------------------------------------- | ------------------------------------------------- | ------------------------------------------------- | ------------------------------------------------- | ------------------------------------------------- |
| Chicago Bears | 11                                                | 1                                                 | 2                                                 | .917                                              | 301                                               | 144                                               | V-2                                               |
| Green Bay Packers | 11                                                | 2                                                 | 1                                                 | .846                                              | 369                                               | 206                                               | V-2                                               |
| Baltimore Colts | 8                                                 | 6                                                 | 0                                                 | .571                                              | 316                                               | 285                                               | V-3                                               |
| Detroit Lions | 5                                                 | 8                                                 | 1                                                 | .385                                              | 326                                               | 265                                               | P-1                                               |
| Minnesota Vikings | 5                                                 | 8                                                 | 1                                                 | .385                                              | 309                                               | 390                                               | V-1                                               |
| Los Angeles Rams | 5                                                 | 9                                                 | 0                                                 | .357                                              | 210                                               | 350                                               | P-2                                               |
| San Francisco 49ers | 2                                                 | 12                                                | 0                                                 | .143                                              | 198                                               | 391                                               | P-5                                               |
| Legenda: V = Vittorie, P = Sconfitte, N = Pareggi, PCT= Percentuale di vittoria, PR= Punti realizzati, PS = Punti Subiti |                                                   |                                                   |                                                   |                                                   |                                                   |                                                   |                                                   |